# 圣儒利安堂 (里米尼)
圣儒利安堂（Chiesa di San Giuliano Martire）是意大利北部城市里米尼一座文艺复兴风格的罗马天主教教堂。
该堂建于1553–1575年，毗邻本笃会修道院。目前的教堂兴建在9世纪的宗徒圣伯多禄圣保禄教堂遗址上。本笃会在1797年被拿破仑的军队镇压。
正祭台的祭台画是保罗·委罗内塞的作品《圣儒利安殉教》（1588年）。圣人的圣髑也保存在该堂。